# Jennifer Donnelly
Jennifer Donnelly (Port Chester, 1963) é uma autora estadunidense de livros infantojuvenis.

## Obra
- The Tea Rose
- A Northern Light (EUA) ou A gathering light (RU) (em Portugal, O último Verão em Glenmore, 2005)
- The Winter Rose
- Humble Pie